# Eimantas Bendžius
Eimantas Bendžius, né le 23 avril 1990, à Klaipėda en Lituanie, est un joueur lituanien de basket-ball. Il évolue au poste d'ailier.